# Шафиков, Руслан Римзович
Руслан Римзович Шафиков (род. 27 июня 1975) — российский легкоатлет, специалист по спортивной ходьбе. Выступал за сборную России по лёгкой атлетике в 1990-х годах, обладатель серебряной медали Игр доброй воли в Санкт-Петербурге, серебряный призёр Кубка Европы в командном зачёте, победитель и призёр первенств всероссийского значения. Представлял Челябинскую область. Мастер спорта России.

## Биография
Руслан Шафиков родился 27 июня 1975 года. Занимался лёгкой атлетикой в Челябинске в Спортивной школе олимпийского резерва № 2, проходил подготовку под руководством тренера Ивана Иосифовича Гергенрейдера.
Впервые заявил о себе на всероссийском уровне в мае 1992 года, когда на соревнованиях в Краснодаре превзошёл всех соперников в ходьбе на 10 000 метров, установив при этом свой личный рекорд — 40:37.80.
В 1994 году вошёл в основной состав российской сборной и выступил на Играх доброй воли в Санкт-Петербурге — в программе ходьбы на 20 000 метров показал время 1:23:28.90	и завоевал серебряную награду, уступив на финише только мексиканцу Бернардо Сегуре.
В 1995 году с личным рекордом 1:18:37 одержал победу на молодёжном первенстве России в Адлере.
В 1996 году стартовал на Кубке Европы по спортивной ходьбе в Ла-Корунье — с результатом 1:23:13 финишировал восьмым в личном зачёте и тем самым помог соотечественникам стать серебряными призёрами командного зачёта.
Старший брат Ришат Шафиков (род. 1970) так же добился успехов в спортивной ходьбе, участвовал в Олимпийских играх.